# 岡部雄三
岡部 雄三（おかべ ゆうぞう、1952年2月7日 - 2009年2月22日）は、日本の比較文学・比較文化学者。専門はヨーロッパ神秘思想、ドイツ神秘思想、特にヤコブ・ベーメ、パラケルスス、マイスター・エックハルトについての研究、および比較思想、比較宗教など。

## 略歴
山梨県生まれ。1975年東京大学教養学部教養学科卒業。1977年東京大学大学院人文科学研究科比較文学比較文化専攻修士課程修了、大阪大学言語文化部助手。1980年同講師。1982年 - 1984年日本学術振興会特定国派遣研究者としてチューリッヒ大学にて研究に従事。1987年大阪大学助教授。1992年東京大学教養学部助教授。1998年 - 2009年東京大学大学院総合文化研究科教授。

## 著書
単著
- 岡部雄三『ヤコブ・ベーメと神智学の展開』岩波書店、2010年
- 岡部雄三『ドイツ神秘思想の水脈』知泉書館、2011年

共編著
- 岡部雄三「宗教のことば　－ロゴスと宇宙の響き－」、高岡幸一・宮川清司編、『ことばは生きている』人文書院、1991年、pp. 129-143
- 岡部雄三「ヤコブ･ベーメにおける創造と悪」、村上陽一郎・細谷昌志編『宗教－その原初とあらわれ』ミネルヴァ書房＜叢書／転換期のフィロソフィー＞第４巻、1999年、pp. 208-229
- 岡部雄三「天のしるしと神のことば　－パラケルススにおける予言と預言について」、樺山紘一・高田勇・村上陽一郎編『ノストラダムスとルネサンス』岩波書店、2000年、pp.207-234
- 岡部雄三「表現者としての神と人間―エックハルトの神秘思想―」「おわりに―未知の世界へ」宮本久雄・岡部雄三編『「語りえぬもの」からの問いかけ』、講談社、2002年、pp.149-165、230-236

翻訳
- 『キリスト教神秘主義著作集　第15巻　キエティスム』、鶴岡賀雄・村田真弓・岡部雄三訳、教文館、1990年
- 『キリスト教神秘主義著作集　第16巻　近代の自然神秘思想』、中井章子・本間邦雄・岡部雄三訳、教文館、1993年
- 『キリスト教神秘主義著作集　第14巻　十七・十八世紀のベーミストたち』、岡部雄三・門脇由紀子訳、教文館、2010年